# École normale de Turku
L'école normale de Turku (finnois : Turun normaalikoulu ou Norssi) est une école normale située dans le quartier de Varissuo à Turku en Finlande.

## Présentation

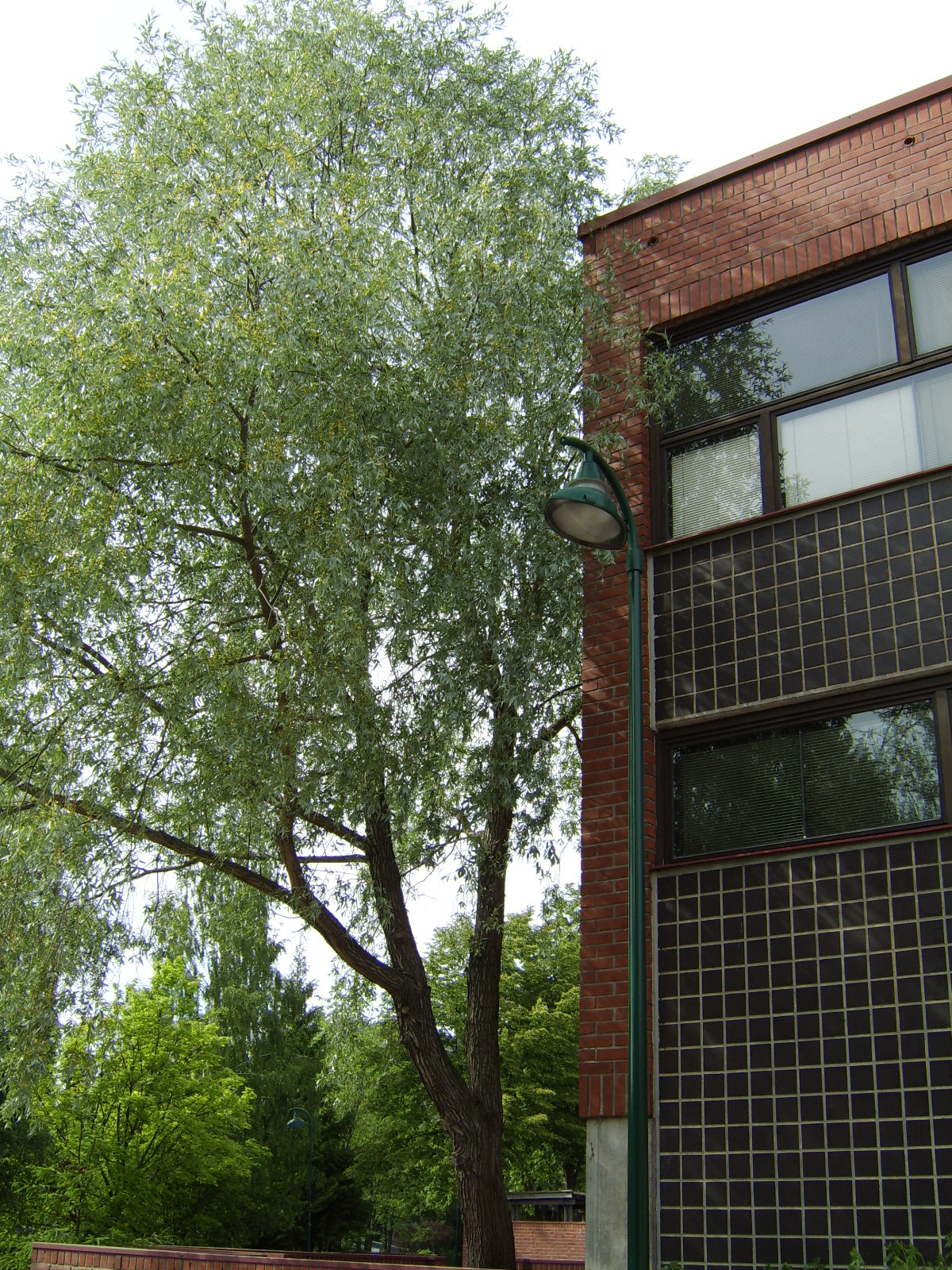
Un saule blanc proche du bâtiment de l'école normale.

L'école assure les enseignements des classes 1 à 9 et de lycée, ou l'on peut suivre le cursus national ou celui du baccalauréat international.
L'école normale sert d’école d'application pour la faculté d’éducation de l’université de Turku et en tant qu’unité de formation continue des enseignants pour la coordination et la mise en œuvre de la formation pédagogique.
En vertu de l'accord signé entre la municipalité de Turku et l'université de Turku, l'école normale de Turku assure les enseignements dispensés à l'école internationale de Turku.